# Spathoptera albilatera
Spathoptera albilatera là một loài bọ cánh cứng trong họ Cerambycidae.